# Oberschleißheim
Oberschleißheim település Németországban, azon belül Bajorországban, München közelében. Lakosainak száma 11 984 fő (2023. december 31.). Oberschleißheim Garching bei München, Unterschleißheim, Eching, Dachau és München községekkel határos.

## Népesség
| Lakosok száma | 931  | 4180 | 9230 | 10 034 | 11 167 | 11 456 | 11 627 | 11 657 | 11 864 | 11 984 |
|               | 1875 | 1950 | 1975 | 1987   | 2012   | 2014   | 2016   | 2017   | 2021   | 2023   |

## Közlekedés
München irányából az S1-es Müncheni S-Bahn vonalán közelíthető meg.

## Nevezetességek
- Deutsches Museum Flugwerft Schleissheim
- Schlossanlage Schleißheim